# Ivo Santos
Ivo Santos (28. travnja 1992.) je zelenortski rukometaš. Nastupa za klub Bergischer HC i zelenortsku reprezentaciju.
Natjecao se na Svjetskom prvenstvu u Egiptu 2021., gdje je reprezentacija Zelenortske Republike završila na posljednjem, 32. mjestu.